# La partita dell'addio
La partita dell'addio è un libro biografico scritto da Nello Governato che narra la vicenda di Matthias Sindelar.

## Edizioni
- Nello Governato, La partita dell'addio. Matthias Sindelar, il campione che non si piegò a Hitler, collana Omnibus, Arnoldo Mondadori Editore,  p. 211, ISBN 978-88-04-56206-1.